# Nicole Pratt
 Nicole Pratt (Mackay, 5 de marzo de 1973) es una tenista profesional retirada originaria de Australia.
Nació en Mackay. Es la mediana de cinco hijos de unos granjeros de caña de azúcar, su padre George fue quien la enseñó a jugar al tenis. Asistió a la escuela en Calen, Queensland y recibió una beca de tenis del Instituto Australiano del Deporte en Camberra. Se hizo profesional a los 18 años.
En enero de 2001 llegó a ser la tenista número uno australiana. Ganó su primer título WTA en el abierto de Hyderabad y alcanzó la tercera ronda en el open de Australia de 2004.
En agosto de 2006, a los 33 años, Pratt alcanzó por primera vez unos cuartos de final Tier I en Toronto. Poco después volvió a entrar en el top 100 del ranking de sencillos. 
En el Open de Australia de 2000 después de perder su primer partido contra Nadia Petrova, Pratt anunció su retirada del tenis profesional. Entrenó a la jugadora australiana Casey Dellacqua. Tras el Open de Australia de 2009, Nicole Pratt y Casey Dellacqua decidieron seguir por separado sus carreras.

## Finalista en el circuito WTA

### Individuales (1 título, 1 subcampeonato)
| Leyenda (Individuales) |
| Grand Slam (0)         |
| Tour Championships (0) |
| Tier I (0)             |
| Tier II (0)            |
| Tier III (0)           |
| Tier IV (1)            |

| Resultado   | Nº. | Fecha                 | Torneo           | Superficie | Oponente en la final | Resultado en la final |
| ----------- | --- | --------------------- | ---------------- | ---------- | -------------------- | --------------------- |
| Subcampeona | 1.  | 14 de octubre de 2001 | Shanghái, China  | Dura       | Monica Seles         | 2–6, 3–6              |
| Ganadora    | 1.  | 22 de febrero de 2004 | Hyderabad, India | Dura       | Maria Kirilenko      | 7–6(7–3), 6–1         |

### Dobles (9 títulos, 4 subcampeonat)
| Resultado   | Nº | Fecha                    | Torneo                         | Superficie    | Compañera            | Oponentes                                        | Resultado             |
| ----------- | -- | ------------------------ | ------------------------------ | ------------- | -------------------- | ------------------------------------------------ | --------------------- |
| Subcampeona | 1. | 24 de mayo de 1998       | Madrid, España                 | Tierra batida | Rachel McQuillan     | Dominique Monami Florencia Labat                 | 3–6, 1–6              |
| Ganadora    | 1. | 25 de junio de 2000      | 's-Hertogenbosch, Países Bajos | Césped        | Erika de Lone        | Karina Habšudová Catherine Barclay-Reitz         | 7–6(8–6), 4–3 retired |
| Ganadora    | 2. | 5 de noviembre de 2000   | Quebec, Canadá                 | Dura          | Meghann Shaughnessy  | Kimberly Po-Messerli Els Callens                 | 6–3, 6–4              |
| Ganadora    | 3. | 19 de agosto de 2001     | Toronto, Canadá                | Dura          | Kimberly Po-Messerli | Katarina Srebotnik Tina Križan                   | 6–3, 6–1              |
| Subcampeona | 2. | 16 de septiembre de 2001 | Waikoloa, Estados Unidos       | Dura          | Els Callens          | Katarina Srebotnik Tina Križan                   | 2–6, 3–6              |
| Subcampeona | 3. | 14 de septiembre de 2003 | Bali, Indonesia                | Dura          | Émilie Loit          | Angelique Widjaja María Vento-Kabchi             | 5–7, 2–6              |
| Ganadora    | 4. | 21 de septiembre de 2003 | Shanghái, China                | Dura          | Émilie Loit          | Tamarine Tanasugarn Ai Sugiyama                  | 6–3, 6–3              |
| Ganadora    | 5. | 18 de julio de 2004      | Stanford, Estados Unidos       | Dura          | Eleni Daniilidou     | Claudine Schaul Iveta Benešová                   | 6–2, 6–4              |
| Ganadora    | 6. | 15 de mayo de 2005       | Praga, República Checa         | Tierra batida | Émilie Loit          | Barbora Záhlavová-Strýcová Jelena Kostanić Tošić | 6–7(6–8), 6–4, 6–4    |
| Ganadora    | 7. | 13 de enero de 2006      | Hobart, Australia              | Dura          | Émilie Loit          | Jelena Kostanić Tošić Jill Craybas               | 6–2, 6–1              |
| Ganadora    | 8. | 11 de febrero de 2007    | Pattaya City, Tailandia        | Moqueta (i)   | Mara Santangelo      | Chia-Jung Chuang Yung-Jan Chan                   | 6–4, 7–6(7–4)         |
| Ganadora    | 9. | 24 de febrero de 2007    | Memphis, Estados Unidos        | Moqueta (i)   | Bryanne Stewart      | Akiko Morigami Jarmila Gajdošová                 | 7–5, 4–6, [10–5]      |
| Subcampeona | 4. | 3 de marzo de 2007       | Acapulco, México               | Tierra batida | Émilie Loit          | Arantxa Parra Santonja Lourdes Domínguez Lino    | 3–6, 3–6              |

## Títulos circuito WTF

### Victorias en individuales(5)
- 2000 – 75k $ Midland, Estados Unidos
- 1998 – 25k $ Rockford, Estados Unidos
- 1995 – 25k $ Port Pirie, Australia
- 1995 – 25k $ Mount Gambier, Australia
- 1993 – 25k $ Nuriootpa, Australia

### Victorias en dobles (9)
- 2006 – 75k $ Las Vegas, Estados Unidos (c/ Casey Dellacqua)
- 1997 – 50k $ Tashkent, Uzbekistán (c/ Erika de Lone)
- 1996 – 50k $ Wilmington, Estados Unidos (c/ Erika de Lone)
- 1993 – 10k $ Bangkok, Tailandia (c/ Suzanna Wibowo)
- 1992 – 10k $ Burgdorf, Suiza (c/ Kristin Godridge)
- 1992 – 50k $ Yakarta, Indonesia (c/ Angie Woolcock)
- 1991 – 25k $ Mount Gambier, Australia (c/ Kristin Godridge)
- 1990 – 10k $ Bournemouth, Reino Unido (c/ Kirrily Sharpe)
- 1990 – 10k $ Swansea, Reino Unido (c/ Kirrily Sharpe)

## Año y ranking en individuales
- 2007–70
- 2006–78
- 2005–127
- 2004–51
- 2003–53
- 2002–49
- 2001–52
- 2000–55
- 1999-58
- 1998-113
- 1997-102
- 1996-198
- 1995-297
- 1994-182
- 1993-204
- 1992-177
- 1991-241
- 1990-218
- 1989-447